# 론진

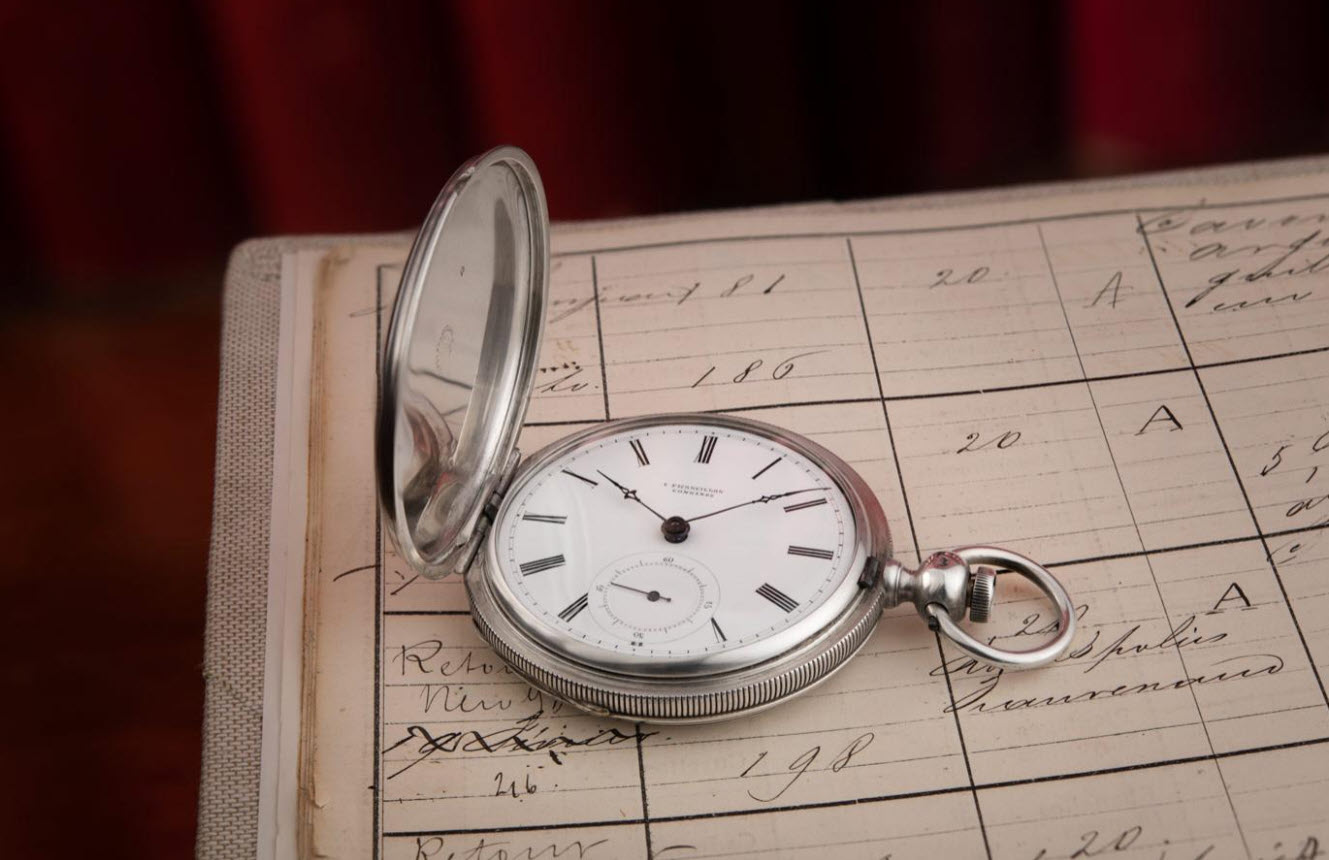
론진 일련 번호 183 "Attesa"

론진(Longines)은 스위스 Saint-Imier에 위치한 스위스의 럭셔리 손목시계 제조사이다. 1832년 Auguste Agassiz에 의해 설립된 이 기업은 1983년부터 스위스의 스와치 그룹의 자회사이자 전신이다. 날개가 있는 모래시계 로고는 1889년에 등록되었으며 세계 지식 재산권 기구에 등록된 가장 오래된, 변하지 않은 상표이다.